# Vincenzo Ferdinandi
Vincenzo Ferdinandi (* 29. November 1920 in Newark, New Jersey, Vereinigte Staaten; † 22. April 1990 in Rom, Italien) war ein italienischer Designer und einer der Begründer der italienischen Alta Moda (franz.. Haute Couture).

## Biografie
In den USA geboren, zog er Mitte der 40er Jahre nach Italien, das Land seiner Vorfahren, um in Rom ein Atelier in der Via Veneto zu eröffnen.
1949 wurde er von Christian Dior nach Paris eingeladen und zu einer stilistischen Zusammenarbeit mit dem französischen Modehaus berufen. 1952 nahm Ferdinandi mit Sartoria Antonelli, dem Atelier Carosa, Roberto Capucci, Giovanelli Sciarra, Germana Marucelli, Polinober, Sartoria Vanna und Jole Veneziani an der ersten historischen Modenschau des Palazzo Pitti in Florenz teil.
1953 trug er dazu bei, zusammen mit anderen großen Ateliers der Zeit das SIAM – Syndicato Italiano Alta Moda zu gründen (später National Chamber of Italian Fashion). Im Juli 1954 nahm er zusammen mit Sorelle Fontana, Emilio Schuberth, Giovannelli Sciarra, Garnett und Mingolini-Guggenheim an der „Alta Moda in Castel Sant’Angelo“ im eindrucksvollen Ambiente des berühmten Schlosses teil.
Er ist der erste, der mit Dolores Francine Rhiney ein Farbmodell auf einem Laufsteg zeigt, das die Konventionen der fünfziger Jahre in Frage stellt. Seine Kreationen werden von Schauspielerinnen und Models jener Jahre getragen. Jennifer Jones, Sandra Dee, Virna Lisi, Sylva Koscina, Isabella Albonico, Eloisa Cianni, Lucia Bosè, Lilli Cerasoli, Loredana Pavone, Ivy Nicholson, Anna Maria Ghislanzoni, Marta Marzotto und eine sehr junge Elsa Martinelli sind einige davon.
2014 zeigt ihn das Maxxi-Museum in Rom im Rahmen der Ausstellung Bellissima als einen der Pioniere der italienischen Mode.